# 그레이스 존스
베벌리 그레이스 존스(영어: Beverly Grace Jones, 1948년 5월 19일 ~ )는 자메이카의 가수이자 배우이다.

## 출연 작품
- 007 뷰 투 어 킬